# 九子集戰鬥
豐沛戰鬥發生於1928年4月19日－4月21日，交戰地點則是在中國魯南，是中華民國北洋政府時期的戰鬥之一。九子集戰鬥的交戰雙方，一方為國民革命軍，另一方北洋支持孫傳芳的直系魯軍。交戰過後，魯軍駐軍遭殲滅，被俘萬餘人，指揮官賈錫川陣亡。

## 參看
- 中華民國北洋政府時期內戰戰鬥列表